# 邱建荣 (材料学家)
邱建荣，浙江大学教授，主要从事飞秒激光与物质相互作用、玻璃光纤材料与器件等方向的研究。任中华人民共和国教育部2008年度"长江学者"特聘教授，美国光学学会会士，美国陶瓷学会会士。